# Lorisinae
Lorisinae — підродина ссавців з родини лорієвих.

## Опис
Lorisinae є нічними та деревними. Вони зустрічаються в тропічних і лісових лісах Індії, Шрі-Ланки та частини південно-східної Азії. Локомоція Lorisinae — це повільна й обережна форма чотириногого лазіння. Деякі Lorisinae майже повністю комахоїдні, тоді як інші також включають у свій раціон фрукти, камедь, листя та слимаків.
Самиці практикують залишання немовлят своїх немовлят на деревах чи кущах. Перш ніж вони це зроблять, вони купають своїх дитинчат алергенною слиною, яку отримують під час облизування ділянок на внутрішній стороні їхніх ліктів, яка виробляє легкий токсин, який відлякує більшість хижаків, хоча орангутани іноді їдять лорі.